# Marsat
Marsat é uma comuna francesa na região administrativa de Auvérnia-Ródano-Alpes, no departamento Puy-de-Dôme. Estende-se por uma área de 4,08 km². Em 2010 a comuna tinha 1 436 habitantes (densidade: 352 hab./km²).